# Forléans
 Forléans  es una población y comuna francesa, en la región de Borgoña, departamento de Côte-d'Or, en el distrito de Montbard y cantón de Semur-en-Auxois.

## Demografía
| 97 | 103 | 93 | 95 | 77 | 79 |
| Para los censos de 1962 a 1999 la población legal corresponde a la población sin duplicidades (Fuente: INSEE [Consultar]) |     |    |    |    |    |